# Divlje jagode
Divlje jagode (v překladu doslova Divoké jahody) jsou rocková a metalová skupina ze Sarajeva. Úspěchu dosáhli v časech SFRJ, populárními se stali v celé zemi. Jejich první album vyšlo v roce 1979, působili již ale od roku 1976.
Ve skupině se vystřídalo již mnoho členů. Zakládajícími byli kytaristi Sead Lipovača, Saša Čabrić, Ševcet Hodža, vokalista (do r. 1982) Ante Janković, klaviaturista Mladen Krajnik, a bubeník Adonis Dokuzović (do roku 1980). V roce 1987 se ve skupině na pozici klaviaturisty objevil i Brit Don Airey.

## Diskografie
- 1979 "Divlje Jagode"
- 1981 "Stakleni hotel"
- 1983 "Motori"
- 1984 "Čarobnjaci"
- 1985 "Vatra"
- 1987 "Wild Strawberries"
- 1988 "Konji"
- 1993 "Zele - Magic Love"
- 1994 "Labude kad rata ne bude"
- 1997 "Sto vjekova"
- 2003 "Od neba do neba"
- 2004 "The Very Best Of"
- 2006 "Divlje Jagode Collecton-Box Set(12CD)"
- 2013 "Bijodinamička Ljubav"
- 2020 "Jukebox"